# Nell Shipman

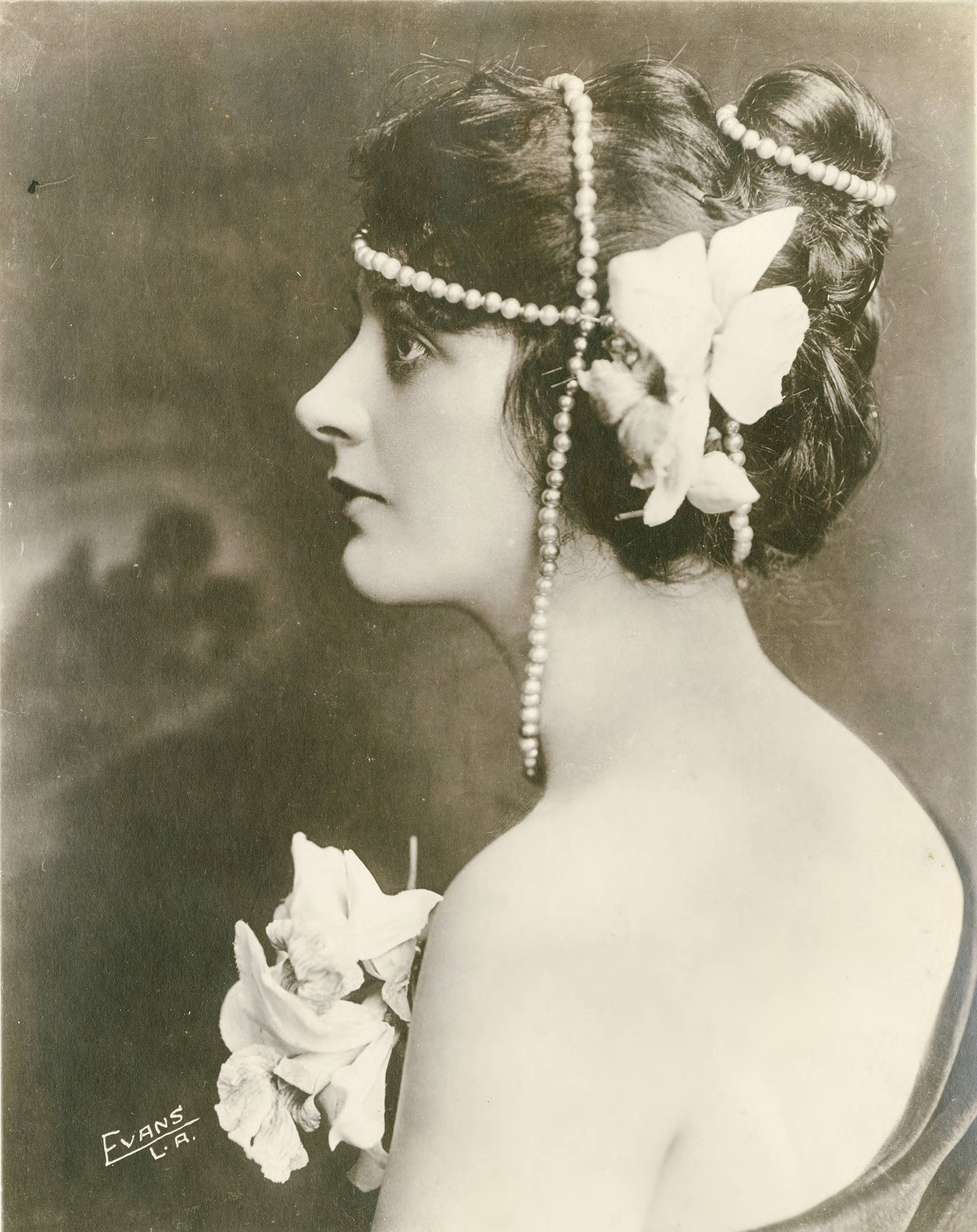
Nell Shipman (1924)

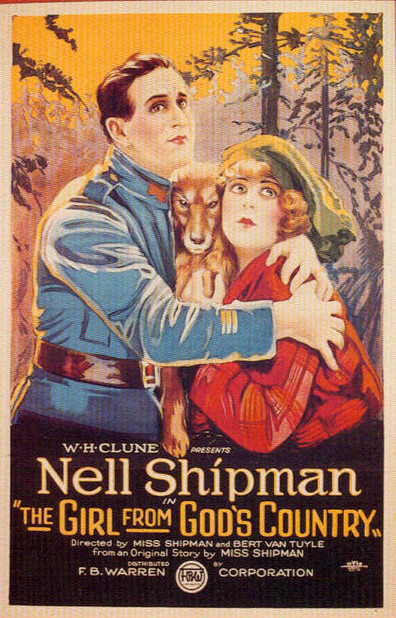
Filmplakat für Girl from God’s Country (1921)

Nell Shipman, geboren als Helen Foster Barham, (* 25. Oktober 1892 in Victoria; † 23. Januar 1970 in Cabazon) war eine US-amerikanisch-kanadische Stummfilmschauspielerin und Filmschaffende. Sie war eine Pionierin des Stumm- und des Abenteuerfilms.

## Biographie
Helen Foster Barhams Eltern, Rose und Arnold Foster Barham, waren wenige Jahre vor ihrer Geburt mit ihrem älteren Bruder Maurice aus England nach Kanada eingewandert. Als sie noch klein war, zog die Familie in die USA. Schon in jungen Jahren stand für die Tochter nach einer Reise nach England und dortigen Theaterbesuchen fest, dass sie Schauspielerin werden wolle. Als die Familie in Seattle lebte, spielte sie die Hauptrolle in dem Stück At Yale für die reisende Theatergruppe von Paul Gilmore. Mit 13 begann sie, manchmal in Begleitung ihrer Mutter, mit Vaudeville-Shows und Repertoiretheatern zu reisen. Im Alter von 18 Jahren heiratete sie den 20 Jahre älteren Theaterpromoter Ernest Shipman, und 1912 wurde der gemeinsame Sohn Barry geboren, der ebenfalls ein bekannter Drehbuchautor werden sollte.
Mit 22 Jahren hatte sich Nell Shipman als Drehbuchautorin, Regisseurin und Schauspielerin einen Namen gemacht, und 1915 wurde ihr romantischer Thriller Under the Crescent (Unter dem Halbmond) veröffentlicht. 1916 erhielt sie ihre erste Hauptrolle in dem Stummfilm God’s Country and the Woman, der ein großer Erfolg wurde. Die Moving Picture World schrieb, der Film sei „eine ideale Mischung aus dramatischer Handlung, schönen Schauplätzen und beeindruckender Schauspielerei“. Es folgten Hauptrollen in zehn Filmen für Vitagraph.
1917 unterbreitete Samuel Goldwyn Nell Shipman ein Vertragsangebot über sieben Jahre, das sie ablehnte, um mit ihrem Mann eine eigene Produktionsfirma zu gründen. 1919 drehten sie in Alberta das erfolgreiche Melodram Back to God’s Country, das Nell Shipman mitgeschrieben und mitproduziert hatte; es war der erfolgreichste Stummfilm aus Kanada. In dem Film ist sie in einer ersten Nacktszenen der Filmgeschichte zu sehen. In dieser Szene badet Shipman nackt in einem klaren Bergbach und wird von einem Goldsucher beobachtet, der von einem Bären verscheucht wird. „Natur, Nacktheit, Andeutungen von Dreistigkeit und ein lustiges Tier – Shipman hatte eine Blaupause für populäre Outdoor-Abenteuer ausgearbeitet.“
Natur und Tiere spielten wichtige Rollen in Shipmans Filmen. Nachdem ihre Ehe mit Ernest Shipman 1920 auseinandergegangen war, gründete Nell Shipman die Nell Shipman Productions. Sie schrieb, führte Regie, produzierte und spielte die Hauptrollen in Abenteuerfilmen, in denen immer viele „wilde“ Tiere vorkamen. Shipman hielt eine Menagerie von 70 Tieren, die sie selbst trainierte, darunter Bären, Biber, Pumas, Kojoten, Hirsche, Adler, Elche, Murmeltiere, Bisamratten, Eulen, Stachelschweine, Kaninchen, Waschbären, Stinktiere und Wölfe sowie Hunde und Katzen. Darüber hinaus engagierte sie sich gegen die grausame Behandlung von Tieren beim Drehen von Filmen. Sie machte auch die Stunts selbst, wie etwa in The Trail of the Arrow (1920), wo ihre Figur einen Essex durch die Mojave-Wüste lenkte und dabei viele gefährliche Situationen meisterte.

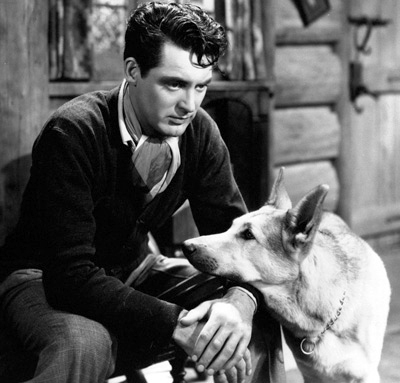
Cary Grant mit Hund Lightning in Shipmans Wings in the Dark

The Girl from God’s Country (1921) war Shipmans bis dahin aufwändigster Film. In diesem Epos über die nördlichen Wälder kämpfte Shipman mit Bränden, Erdbeben und einem unerbittlichen, eisigen Winter. Co-Regisseur Bert Van Tuyle erlitt eine Frostbeule am Fuß, Hauptdarsteller Ronald Byram erkrankte an einer Lungenentzündung, fiel aus und starb noch vor der Veröffentlichung des Films. Der Film bescherte der Produktionsfirma von Nell Shipman rote Zahlen. Um weiterhin Abenteuerfilme zu drehen, zog sie mit der Crew, zu der unter anderen Kameramann Joseph Walker gehörte, und ihren Tieren in die Lionhead Lodge an den Upper Priest Lake in Idaho. Für das Unternehmen und die Tiere wurden zehn Gebäude erbaut.
Als sich Hollywoods Studiosystem in den frühen 1920er Jahren etablierte, gab es immer weniger Platz für die eigenwillige Shipman, die Filme zu ihren eigenen Bedingungen machen wollte. In ihrer Autobiografie beschreibt Shipman zudem die beiden letzten Jahre in Lionhead Lodge als eine Abfolge von Katastrophen. Während eines bitterkalten Winters in den Jahren 1923/24 wurde Van Tuyles Fuß, den er sich bei den Dreharbeiten zu Back to God’s Country erfroren hatte, brandig, und er verfiel in ein Delirium. Mit Hilfe von Einheimischen brachte Shipman ihn über den zugefrorenen See ins Krankenhaus, „wobei sie die Heldin, die sie in Back to God’s Country gespielt hatte, im Leben nachahmte und landesweit Schlagzeilen machte“. Van Tuyle wurden drei Zehen amputiert. Ein Jahr später bedrohte er aus Eifersucht Nell mit einem Gewehr. Shipman verließ die Lodge und dachte daran, sich in den See zu stürzen, wovon ihr Sohn Barry sie jedoch abhielt. Mutter und Sohn flüchteten förmlich nach Spokane und von dort aus nach New York City.
1925 beschlagnahmten die Banken Shipmans Vermögen, kümmerten sich aber nicht um die Tiere, so dass viele von ihnen in ihren Käfigen verhungerten. Die Ranger des Kaniksu National Forest riefen zu Spenden auf, und der San Diego Zoo nahm einige der überlebenden Tiere auf.
In New York lernte Nell Shipman den Maler Charles Austin Ayers kennen, von dem sie 1926 Zwillinge bekam. Das Paar trennte sich 1934. Pläne, Filme in England oder in Spanien zu drehen, konnten nicht verwirklicht werden, und Shipman konzentrierte sich schließlich aufs Schreiben. 1935 verfasste sie das Drehbuch für Wings in the Dark mit Myrna Loy und Cary Grant. Während und nach dem Zweiten Weltkrieg verarmte sie, war zeitweise obdachlos und musste von ihren Kindern unterstützt werden. In ihren letzten Jahren lebte sie in Kalifornien, in der Nähe ihres Sohnes Barry. Dort starb sie im Januar 1970 im Alter von 77 Jahren.

## Erinnerungen
Das Nell Shipman Archive der Boise State University hat die erhaltenen Filme von Nell Shipman restauriert. Ihre Autobiografie The Silent Screen and My Talking Heart wurde 17 Jahre nach ihrem Tod erstmals veröffentlicht und 1987 neu aufgelegt.
In dem Haus in Glendale, in dem Nell und Ernest Shipman von 1917 bis 1920 lebten, ist eine Ausstellung zu sehen. 1977 wurde im Lionhead State Park zur Erinnerung der Nell Shipman Point am See nach ihr benannt.

## Filmographie (Auswahl)
- 1913: The Ball of Yarn (Drehbuch, Schauspiel, Kurzfilm)
- 1913: One Hundred Years of Mormonism (Drehbuch)
- 1914: Outwitted By Billy (Drehbuch, Regie)
- 1915: Under the Crescent (Drehbuch, Verschollen)
- 1915: The Pine’s Revenge (Drehbuch, Verschollen)
- 1915: God’s Country and the Woman (Schauspiel – Hauptrolle)
- 1916: The Fires of Conscience (Schauspiel, Verschollen)
- 1916: Through the Wall (Schauspiel)
- 1917: Baree, Son of Kazan (Schauspiel)
- 1917: The Black Wolf (Schauspiel)
- 1917: My Fighting Gentleman (Schauspiel)
- 1918: The Girl from Beyond (Schauspiel)
- 1918: The Home Trail (Schauspiel)
- 1918: Cavanaugh of the Horse Rangers (Schauspiel)
- 1918: The Wild Strain (Schauspiel)
- 1919: Back to God’s Country (Drehbuch, Schauspiel – Hauptrolle)
- 1920: Trail of the Arrow (Drehbuch, Produktion, Regie, Schauspiel)
- 1920: Something New (Drehbuch, Produktion, Regie, Schauspiel)
- 1920: Saturday Off (renamed A Bear, A Baby, and a Dog)
- 1921: The Girl from God’s Country (Drehbuch, Schauspiel)
- 1923: The Grub-Stake (Regie, Drehbuch, Produktion)
- 1924: White Water (Drehbuch, Regie, Produktion, Schauspiel)
- 1935: Wings in the Dark (Drehbuch)
- 1946: The Clam-Digger’s Daughter/The Story of Mr Hobbes (Produktion, Drehbuch)